# Achim-Helge von Beust
Achim-Helge Marquard Freiherr von Beust, bijgenaamd baron von Wandsbek, (Lübeck, 16 maart 1917 - Hamburg, 7 januari 2007) was een Duitse advocaat en politicus in Hamburg en erelid van het CDU.
Na de Tweede Wereldoorlog was hij een van de oprichters van het CDU in Hamburg en de eerste regionale voorzitter van de christendemocratische jongerenorganisatie Junge Union. Bijna een kwart eeuw was Von Beust de leider van het districtsbureau van Hamburg-Wandsbek, dat op dat moment het enige districtsbureau voor het CDU was in het verder SPD-geconcentreerde Hamburg.
Von Beust was getrouwd met de half-Joodse Hanna Wolff (overleden in 1996). Ze kregen drie zonen, van wie de jongste, Ole von Beust (1955), van 2001 tot 2010 eerste burgemeester van Hamburg was.
Von Beust is verder familie van Ferdinand von Beust, een Saksisch-Oostenrijks staatsman, die een van de grootste tegenstanders was van Otto von Bismarcks plannen om Duitsland onder Pruisen te verenigen.
Achim-Helge von Beust overleed op 89-jarige leeftijd.
- Gemeinsame Normdatei: 132500701
- Virtual International Authority File: 25765533